# Commission spéciale des Nations unies en Irak

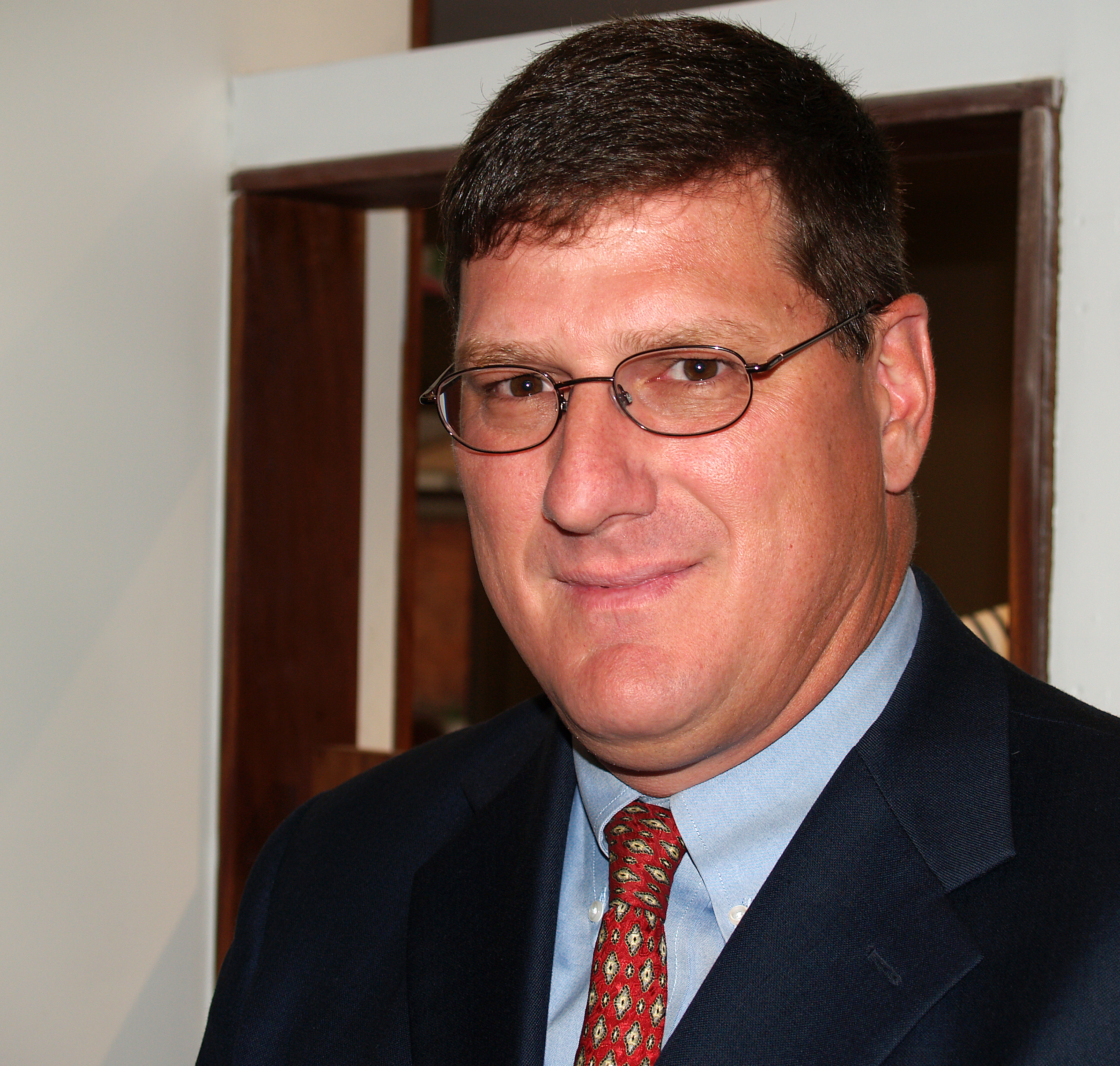
Inspecteur des armes Scott Ritter.

La commission spéciale des Nations unies en Irak (UNSCOM : United Nations Special Commission) est un organisme créé en 1991 par les Nations unies pour aider l’Agence internationale de l’énergie atomique à démanteler le programme d’armes de destruction massives de l’Irak à la suite de sa défaite pendant la guerre du Golfe. L’UNSCOM est dissoute en 1999 et remplacée par la commission de contrôle, de vérification et d'inspection des Nations unies.

## Historique
Après son invasion du Koweït en 1990, l’Irak est battue militairement par les forces de la Coalition et contrainte à capituler au début de l’année 1991. Dans les conditions de sa reddition figure l’obligation de déclarer dans les quinze jours toutes ses armes de destruction massives ainsi que leurs vecteurs en vue de leur destruction. Il lui est également interdit d’utiliser, développer, fabriquer et acquérir de telles armes. Le pays se voit en outre interdire d’exporter son pétrole jusqu’à ce que ces clauses aient été remplies.
Le 3 avril 1991, la résolution 687 du Conseil de sécurité des Nations unies créé la commission spéciale des Nations unies en Irak (UNSCOM) afin de contrôler la mise en œuvre de ces obligations par l’Irak. Outre les armes elles-mêmes, l’UNSCOM doit également contrôler le démantèlement des installations nucléaires et des missiles d’une portée supérieure à cent cinquante kilomètres. Les équipes d’inspections doivent être gérées par Agence internationale de l’énergie atomique (AEIA) avec le soutien des pays membres de l’ONU.
Le 18 avril 1991, l’Irak fournit un premier état de son arsenal d’armes de destruction massives et les inspections débutent le 30 juin. Au cours de celles-ci, les inspecteurs trouvent de nombreuses preuves que l’Irak a tenté de se doter de l’arme nucléaire, ce qui incite à renforcer les contrôles. Au total, quatre-vingt-trois inspections ont lieu, aboutissant au démantèlement de quarante-huit missiles à longue portée, quatorze ogives conventionnelles, six lanceurs mobiles, ainsi que de projets de construction de silos de missiles et de super-canon. Elle participe également à l’évacuation hors d’Irak du combustible nucléaire qui s’y trouvait et est envoyé en Russie pour être retraité.
L’UNSCOM continue d’intervenir en Irak dans les années suivantes et empêche par exemple en novembre 1995 l’importation de composants de missiles. Néanmoins, elle se heurte à une opposition de plus en plus farouche du régime, qui obtient son retrait le 16 décembre 1998. Elle est dissoute le 17 décembre 1999 par la résolution 1284 du Conseil de sécurité des Nations unies, qui la remplace par la commission de contrôle, de vérification et d'inspection des Nations unies (UNMOVIC).